# Академия национальной безопасности Республики Беларусь
Академия национальной безопасности Республики Беларусь (бел. Акадэмія нацыянальнай бяспекі Рэспублікі Беларусь) — высшее учебное заведение Республики Беларусь в области национальной безопасности.
Академия представляет собой многопрофильное высшее учебное заведение. В ней функционируют 12 специальных кафедр, действуют два научно-исследовательских отдела и докторантура (адъюнктура). Переменный состав обучается на 3 факультетах, где осуществляется подготовка, переподготовка и повышение квалификации кадров. В академии ведут педагогическую и научно-исследовательскую работу 1 академик, 8 докторов наук, 21 кандидат наук, 9 профессоров и 26 доцентов.

## История
27 декабря 1946 года приказом министра государственной безопасности СССР № 00563 во Львове была создана специальная школа по подготовке оперативного состава для органов госбезопасности. В учебном процессе, наряду со специальными дисциплинами, значительное место занимали общеобразовательные предметы. В апреле 1952 года школа была преобразована в специальное учебное заведение по подготовке оперативных работников юридического профиля с вручением дипломов общегосударственного образца о получении среднего юридического образования.
В декабре 1954 года по решению правительства школа передислоцировалась в Могилёв. С 1956 года начата подготовка оперативных работников исключительно на базе высшего образования. В 1957—1960 годах школа осуществляла подготовку сотрудников со знанием иностранного языка, а также переподготовку кадрового состава органов госбезопасности.
В течение длительного времени школа являлась одним из двух учебных заведений, наряду с Высшей школой КГБ СССР имени Ф. Э. Дзержинского, которые готовили кадры для территориальных органов государственной безопасности.
В августе 1961 года школа была переведена в Минск. Согласно постановлению Совета Министров СССР от 18 сентября 1964 года, Минская специальная школа была преобразована в Высшие курсы КГБ при Совете Министров СССР по подготовке оперативных работников для территориальных органов государственной безопасности с годичным сроком обучения. В соответствии с приказом председателя Комитета государственной безопасности при Совете Министров Союза ССР от 13 ноября 1964 года № 0321, Минская средняя специальная школа КГБ (школа № 302 КГБ) была реорганизована в Высшие курсы Комитета государственной безопасности при Совете Министров СССР по подготовке оперативных работников для местных органов государственной безопасности с сохранением для этих курсов (при проведении открытой переписки) условного наименования — войсковая часть № 06468. На курсах был установлен годичный срок обучения с комплектацией их лицами, имеющими высшее образование и стаж практической работы не менее двух лет. По окончании теоретического курса обучения предусматривалась защита дипломной работы.
В 1988 году курсы перешли на новую программу подготовки с правом выдачи диплома о получении высшего специального образования, срок обучения был увеличен до 18 месяцев.
В январе 1992 года Высшие курсы КГБ СССР были переданы под юрисдикцию Комитета госбезопасности Республики Беларусь и стали Высшими курсами КГБ Республики Беларусь. В апреле 1994 года на основании решения Президиума Верховного Совета Республики Беларусь Высшие курсы КГБ были преобразованы в Институт национальной безопасности Республики Беларусь.
10 октября 2022 года Институт национальной безопасности Республики Беларусь реорганизован в Академию национальной безопасности Республики Беларусь.

## Факультеты
Факультеты в Академии Национальной Безопасности делятся на два типа:
1. Обучающий курс - готовит сотрудников в интересах Комитета государственной безопасности, исключительно в качестве первого высшего образования;
2. Повышение квалификации - исключительно для действующих сотрудников Комитета государственной безопасности.

Обучение на первое базовое/специальное высшее образование осуществляется по следующим специальностям:
1. Психология в обеспечении национальной безопасности - Психолог;
2. Финансовый анализ в обеспечении национальной безопасности - Финансовый аналитик;
3. Информационно-аналитические системы безопасности - Математик. Аналитик больших данных;
4. Разработка и администрирование систем безопасности - Математик-программист;
5. Прикладная криптография - Математик. Специалист по защите информации.

## Абитуриенты
В качестве кандидатов для поступления рассматриваются граждане Республики Беларусь, имеющие общее среднее образование, профессионально-техническое или среднее специальное образование и прошедшие профессиональный отбор.
Для участия в конкурсном отборе абитуриенту необходимо обратиться в кадровое подразделение ОГБ по месту жительства.
После прохождения профессионального отбора абитуриент предоставляет в приемную комиссию сертификаты централизованного экзамена (тестирования) по учебным предметам:
«Русский язык» или «Белорусский язык» (по выбору) с баллом не ниже 50 – для всех специальностей;
«Математика» с баллом не ниже 60 – для всех специальностей, за исключением специальности «Психология в обеспечении национальной безопасности»;
предмет по выбору абитуриента с баллом не ниже 60 – для специальности «Психология в обеспечении национальной безопасности».
Кандидаты на обучение лично представляют в приемную комиссию АНБ документ, удостоверяющий личность, и подают следующие документы:
письменное согласие одного из законных представителей на поступление в АНБ (для кандидатов на обучение в возрасте до 18 лет);
документ об образовании;
сертификаты централизованного экзамена (тестирования).
В АНБ все кандидаты будут проходить тестирование на общую эрудицию и профессиональную ориентированность (на основе учебных программ за курс средней школы по предметам «История Беларуси» и «Обществоведение»), а также на наличие склонности к изучению иностранных языков.

## Учебный процесс
Преподаваемые дисциплины можно подразделить на три группы: общественные, юридические и оперативно-розыскные. Основная учебная нагрузка направлена на специальные дисциплины. Упор также делается на знание иностранных языков, психологию и правовую подготовку.
В академии имеется библиотека богатая специальной литературой. Функционируют два совета по защите диссертаций. Издаётся журнал «Труды Института национальной безопасности Республики Беларусь», признанный Высшей аттестационной комиссией Республики Беларусь.

## Международное сотрудничество
Иностранные граждане проходят подготовку и переподготовку на основании договоров на обучение, заключённых Комитетом государственной безопасности в рамках реализации международных договоров Республики Беларусь. Академия осуществляет переподготовку и повышение квалификации сотрудников Федеральной службы безопасности Российской Федерации.
Академия национальной безопасности Республики Беларусь развивает международное сотрудничество как с учреждениями образования и научными учреждениями зарубежных стран, так и с межгосударственными организациями. В частности, заключены договоры о сотрудничестве с Парламентской Ассамблеей ОДКБ, АНО ДПО «Центр прикладной психофизиологии» (г. Москва).

## Руководство
Руководство Академии национальной безопасности Республики Беларусь составляют начальник академии и три его заместителя, в том числе один первый.

### Начальники Высших курсов КГБ СССР в Минске
- Бусловский, Епифан Федорович (1954—1972)
- Воронов, Виктор Иванович (1972—1979)
- Лысаковский, Иван Леопольдович (1979—1988)
- Соболев, Владимир Антонович (1988—1992)

### Начальники института (академии)
- Князев, Станислав Никифорович (до 11 октября 2001)
- Рабчонок, Николай Константинович (с 11 октября 2001)
- Бахматов, Игорь Андреевич (10 июля 2008 — 22 января 2010)
- Кузнецов Игорь Никонович (22 января 2010 — 23 мая 2014)
- Корж, Иван Алексеевич (года — 8 ноября 2016)
- Столярчук, Олег Валерьевич (8 ноября 2016 — 30 июня 2018)
- Езерский, Вячеслав Васильевич (30 июня 2018 — 22 апреля 2020)
- Павлющенко, Игорь Александрович (с 22 апреля 2020 — ноябрь 2021)
- Платонов, Валентин Алексеевич (ноябрь 2021)

## Выпускники
- Категория:Выпускники Высших курсов КГБ СССР в Минске

Среди выпускников Высших курсов при КГБ СССР в Минске — руководители национальных спецслужб (Н. П. Патрушев, Г. М. Лавицкий, С. Н. Сухоренко, А. Ш. Шаяхметов, Н. Н. Дутбаев, С. Б. Токпакбаев, Г. Г. Акопян, В. И. Радченко, Г. Аширмухаммедов, Р. А. Силлар, А. И. Армонас, С. А. Цаплин, А. А. Стройкин), Президент Южной Осетии Л. Х. Тибилов, Председатель Жогорку Кенеша Кыргызской Республики У. М. Мукамбаев, Первый заместитель председателя Правительства Российской Федерации С. Б. Иванов, заместитель премьер-министра Республики Беларусь А. А. Тозик, глава Администрации Президента Республики Беларусь У. Р. Латыпов.
Академия национальной безопасности Республики Беларусь, с учётом переподготовки и повышения квалификации, выпускает тысячу человек в год.